# Konseilu Revolusionariu Maubere
Der Konseilu Revolusionariu Maubere KRM (portugiesisch Conselho da Revolução Maubere CRM, auch Conselho da Revolução do Povo Maubere deutsch Revolutionärer Rat (des Volks der) Maubere) war eine paramilitärische Organisation in Osttimor. Seit März 2014 gilt der KRM faktisch als illegal. Seit März 2015 versuchte die Regierung mit hunderten Polizisten und Soldaten in der Operation Hanita Mauk Moruk, den Chef der Gruppierung, und seine Anhänger in dessen Heimatregion im südlichen Baucau gefangen zu nehmen. Dabei kam es immer wieder zu Schusswechseln. Im August kam Mauk Moruk im Kampf mit Soldaten ums Leben.

## Geschichte und Ideologie
Der KRM wurde von Mauk Moruk, kurz nach seiner Rückkehr nach Osttimor im Oktober 2013 gegründet. Mauk Moruk hatte 1984 einen Umsturzversuch gegen Xanana Gusmão geführt, den damaligen Guerillaführer der FALINTIL und späteren Premierminister Osttimors. Nach seinem Scheitern ergab Mauk Moruk sich den Indonesiern und lebte die meiste Zeit in den Niederlanden. Noch im selben Monat hielt Mauk Moruk eine Rede an der Nationaluniversität, in der er die Intellektuellen des Landes aufrief sich seiner Anti-Armut-Revolution anzuschließen und die Regierung Gusmão zu stürzen. Eine weitere Forderung war die Rückkehr zur Verfassung von 1975. Auch sollten sich die Intellektuellen der Sagrada Família von Mauk Moruks Bruder Cornélio da Conceição Gama (L7) anschließen.
Im November 2013 verstießen Mitglieder des KRM gegen das allgemeine Trageverbot von Militäruniformen durch Zivilpersonen bei einem Aufmarsch auf dem Fußballfeld von Laga. Eine angekündigte Demonstration für vorgezogene Neuwahlen in der Dili am 28. November, dem Unabhängigkeitstag, fand ebenso wenig statt, wie die geforderten Gespräche mit Premierminister Gusmão. Demonstrationen gegen Australien und den umstrittenen CMATS-Vertrag erhielten keine polizeiliche Genehmigung.
Im Februar 2014 kam es in Lalulai (Verwaltungsamt Laga) bei einer Polizeiaktion zu einem Schusswechsel mit KRM-Mitgliedern. Ein Polizist wurde durch einen Molotowcocktail verletzt. Am 3. März 2014 erklärte das Nationalparlament den KRM, zusammen mit dem CPD-RDTL, mit der Resolution Nummer 04/2014 als Bedrohung der verfassungsmäßigen Ordnung, kritisierte vor allem das verbotene Tragen von Militäruniformen und forderte die Polizei und die anderen Regierungsorgane und -institutionen auf, gegen die beiden Organisationen vorzugehen. Allgemeine Irritationen verursachte ein Besuch von Mauk Moruk im Büro von Generalstaatsanwalt José da Costa Ximenes, bei dem Mauk Moruk versuchte eine offizielle Registrierung des KRM als legale Organisation zu erreichen. Mauk Moruk wurde dabei von Personal der Verteidigungskräfte Osttimors (F-FDTL) in einem Fahrzeug der F-FDTL zum Büro gefahren. Laut der Zeitung Suara Timor Lorosae war der Oberbefehlshaber der F-FDTL Generalmajor Lere Anan Timur nicht über diesen Umstand informiert, den er als unglücklich bezeichnete. Allerdings kritisierte die Nichtregierungsorganisation Fundasaun Mahein, dass öffentlich keine Konsequenzen für die Soldaten bekannt wurden. Sie stellten die Frage nach der Loyalität der Streitkräfte, zumal Lere Anan Timur während des Unabhängigkeitskampfs Mitglied von L7s Sagrada Família war.
Am 10. März errichteten KRM-Mitglieder im Verwaltungsamt Laga eine Blockade an der Straße nach Baucau. Eine Person wurde durch einen geworfenen Sprengsatz verletzt.
Nach Beratungen der Führungsspitze im KRM-Hauptquartier in der Landeshauptstadt Dili erklärte L7 am 14. März, der KRM sei dazu bereit mit den Behörden zu kooperieren, auch wenn „ganz Dili brennen würde“, wenn er das wünscht. Mauk Moruk und Co-Chef José Santos Lemos (Labarik Maia) wurden unter dem Vorwurf der Destabilisierung des Landes festgenommen, L7 kam unter Hausarrest. Mangels Beweise kamen Mauk Moruk und Labarik Maia am 13. Dezember 2014 wieder frei.
Im Januar 2015 nahm der KRM in Laga zwei Polizisten als Geiseln und verwundete zwei weitere. Premierminister Gusmão fuhr persönlich in einem Konvoi nach Laga und erreichte in Verhandlungen die Freilassung der Geiseln. Mauk Moruk floh mit seinen Leuten in den Dschungel.
Am 8. März, knapp einen Monat nach der Regierungsumbildung und der Vereidigung des neuen Premierministers Rui Maria de Araújo überfiel eine Gruppe um 2 Uhr morgens die lokale Polizeistation von Baguia mit Schusswaffen und selbstgemachten Sprengsätzen. Drei Polizisten, die als Leibwächter von Parlamentspräsident Vicente da Silva Guterres in dem Gebäude übernachteten, wurden verletzt. Der Parlamentspräsident war für die Beerdigung eines Verwandten im Ort und befand sich in einem nahegelegenen Gebäude, der aber wohl nicht das Ziel des Angriffs und blieb auch unverletzt. Neben der Polizeiwache brannten auch das Haus des örtlichen Liurais und mindestens zwei weitere Häuser. Auch Fahrzeuge wurden beschädigt. Laut Polizeiquellen gehörten die Angreifer dem KRM an. Mauk Moruk bestritt eine Beteiligung seiner Gruppe. Einige Tage später nahmen Spezialkräfte elf Personen gefangen, die in Verbindung mit dem Überfall stehen sollen. Am 28. Juni wurde ein Soldat in Atelari von KRM-Mitgliedern angeschossen. Seit Beginn der Operation Hanita gegen die KRM, am 11. März, waren bis zu diesem Zeitpunkt bereits 468 Personen von den Sicherheitskräften verhaftet worden. Menschenrechtsorganisationen kritisierten den rüden Umgang der Sicherheitskräfte mit der Zivilbevölkerung und deren Eigentum.
Am 6. August kam es in Osso-Uaque (Verwaltungsamt Venilale) zu einem Feuergefecht. Ein KRM-Mitglied kam ums Leben, ein Polizist und ein Soldat wurden schwer verletzt. Schließlich wurde die KRM-Gruppe am 8. August von Polizei und Armee gestellt. Auf ein Verhandlungsangebot, reagierte die KRM, laut Regierungsangaben, mit Gewehrsalven, weswegen die Sicherheitskräfte das Feuer erwiderten. Mauk Moruk, seine rechte Hand José Sunardy (dessen Bruder war das Todesopfer vom 6. August) und ein weiterer KRM-Kommandant kamen ums Leben. Außerdem gab es mehrere Verletzte, darunter einen Polizeibeamten. Mehrere KRM-Mitglieder ergaben sich den Sicherheitskräften. In einer ersten Stellungnahme bedauerte die Regierung den Tod von Mauk Moruk. Am 19. August erklärte die Regierung offiziell das Ende der Operation Hanita.